# 易用性
優使性（英語：Usability），是一種以使用者為中心的設計概念，易用性設計的重點在於讓產品的設計能夠符合使用者的習慣與需求。以網際網路網站的設計為例，希望讓使用者在瀏覽的過程中不會產生壓力或感到挫折，並能讓使用者在使用網站功能時，能用最少的努力發揮最大的效能。

## 譯稱
「Usability」這個名詞目前在漢語資料中出現有：優使性、使用性、易用度、易用性、好用性和可用性等不同的意譯名稱。

## 定義易用性

### 定義
優使性通常與產品的功能有關（參考下方ISO的定義），不止是使用者介面的特性（同樣參考下方的系統可接受度框架，其將有用分成功效和易用性）。例如，在主流消費者產品的場合中，一輛汽車如果沒有倒車排擋，以前者的觀點來看，它是不可用的；而以後者的觀點來看，它欠缺了這方面的功效。
在評估使用者介面的的易用性時，此定義可以簡化為「目標使用者感受到該操作介面的有效性（有達到目的）以及效率（使用時所需的工夫或時間）」。其主觀的感受可以透過一些準則加以衡量，例如：使用者介面設計的原則（Principles of User Interface Design），以提供數量化的結果，此測量結果通常以百分比顯示。
區分優使性測試（usability testing）與優使性工程（usability engineering；簡稱UE）是很重要的。優使性測試指的是某產品或軟體容易使用的程度，而優使性工程則是確保產品品質的研發與設計程序。
優使性是非功能性需求的一個例子，就像其他非功能性需求，優使性無法直接測量，而必須透過間接測量或觀察某些屬性的方式，例如：使用者對於系統是否容易使用所回報的問題數量。

### ISO標準
國際標準組織（International Organization for Standardization）制定的ISO 9126(1991)Software Engineering Product Quality文件將易用性定義為：
A set of attributes that bear on the effort needed for use, and on the individual assessment of such use, by a stated or implied set of users.
同樣也是由國際標準組織制定的ISO 9241-11(1998)Guidance on Usability文件也對易用性做了如下定義：
The extent to which a product can be used by specified users to achieve specified goals with effectiveness, efficiency and satisfaction in a specified context of use.

### 系統可接受度

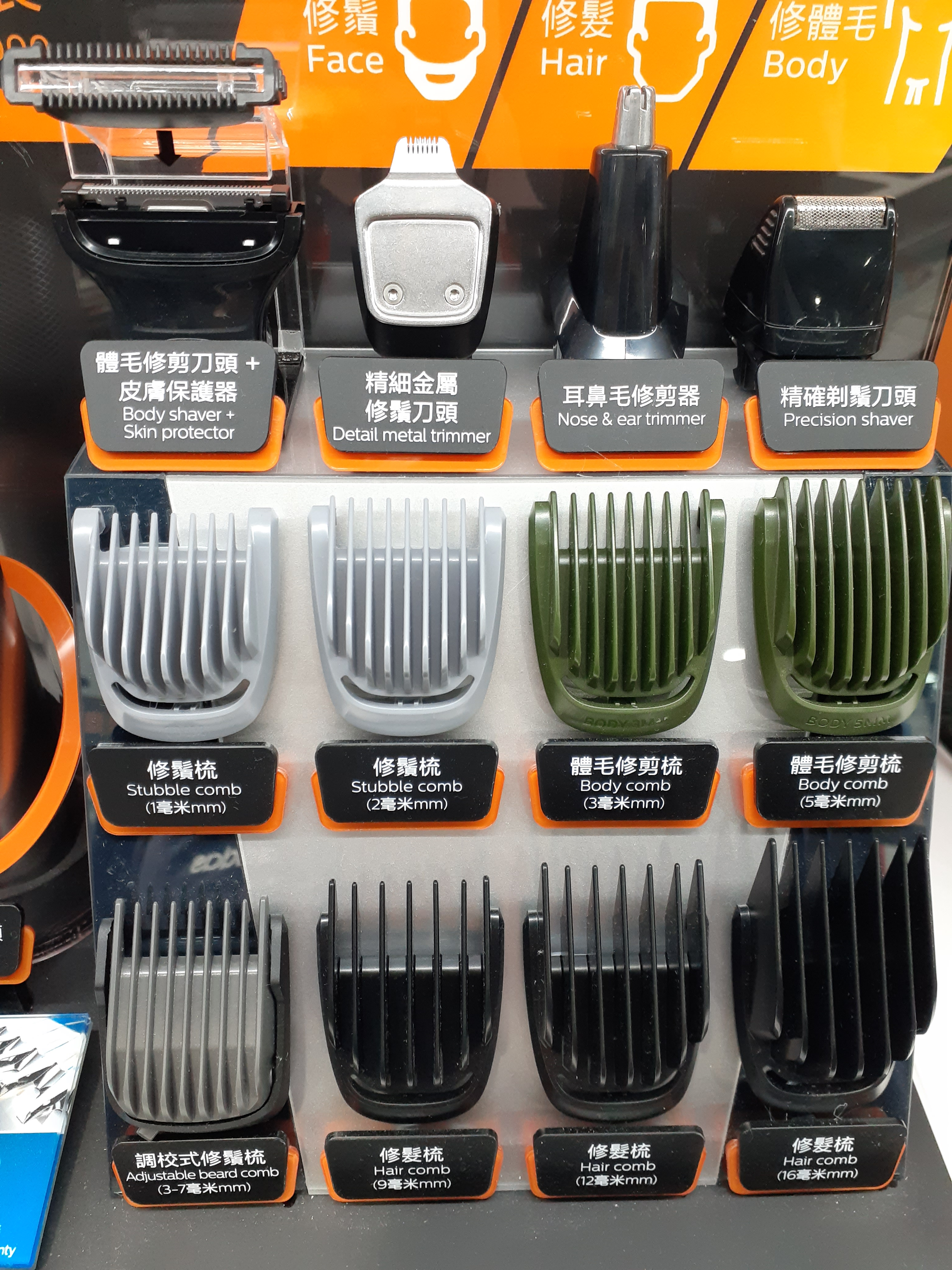
易用的工具

優使性專家Jakob Nielsen與計算機科學教授Ben Shneiderman曾經分別討論系統可接受度（acceptability）的框架，其中指出易用性是「有用」（usefulness）的一部分，而且包含下列元素：
- 可學習性 (Learnability)
- 效率 (Efficiency)
- 可記憶性（Memorability)
- 很少出現嚴重錯誤 (Errors)
- 滿意度 (Satisfaction)

## 優使性的考量
優使性需要考量之事項包括：
- 誰是使用者，他們知道什麼，以及他們能夠學習什麼？
- 使用者想要／需要什麼？
- 使用者一般具備什麼背景？
- 使用者作業的環境
- 機器應該負責做什麼？

以上問題，可以在專案起始時，透過使用者分析與工作（task）分析找出答案。

### 其他可能
- 使用者需要學習使用的方法多久，才能熟練地運用？
- 什麼和多少錯誤會在使用時發生？
- 發生錯誤後，能否記憶在工作中的文件?

## 外部連結
- 如何在六个步骤中进行可用性测试[]